# Fredlanea cymatilis
Fredlanea cymatilis là một loài bọ cánh cứng trong họ Cerambycidae.